# がんづき

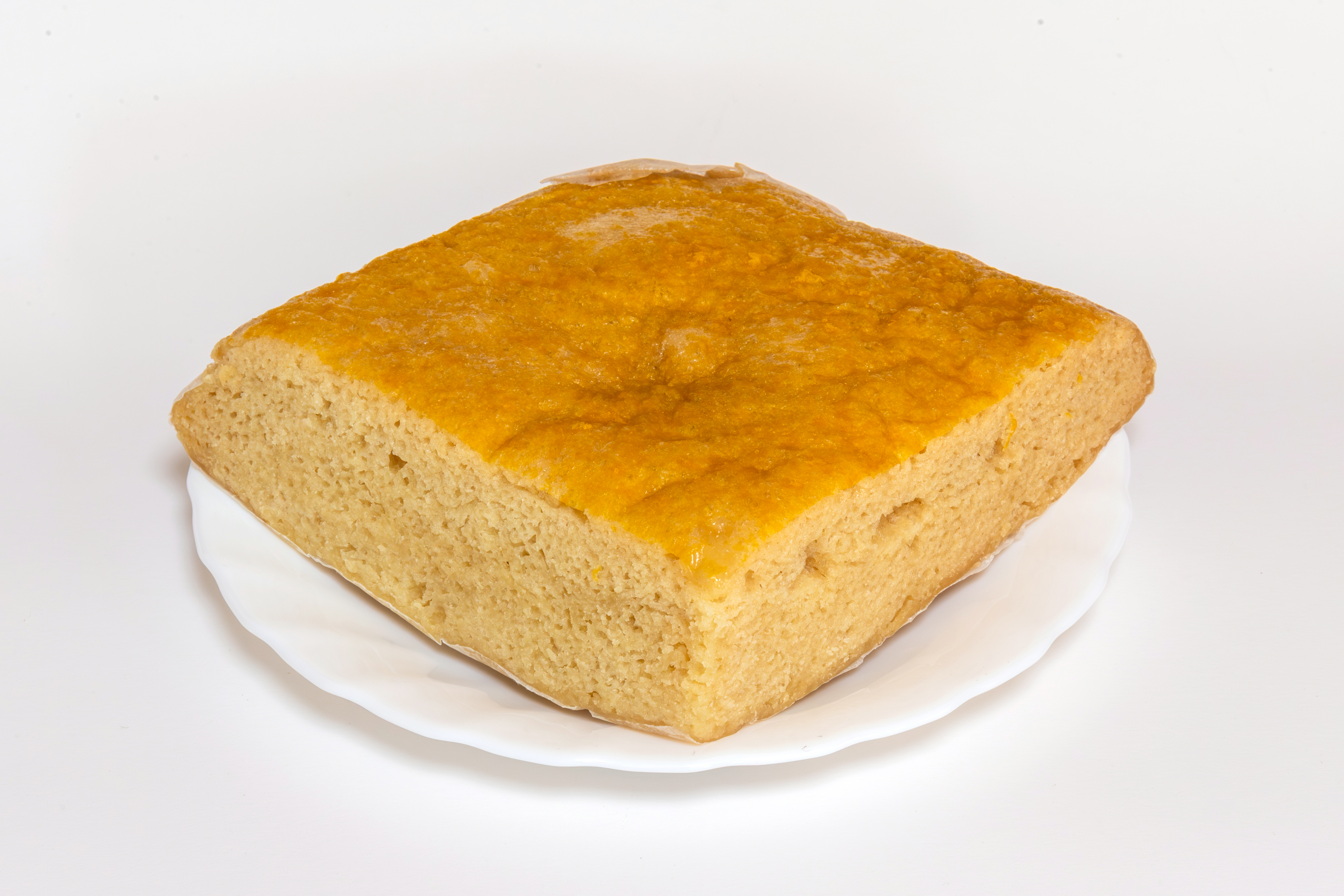
岩手県陸前高田市で製造されたがんづき

がんづきは宮城県全域、および岩手県南地域で食されている郷土菓子。

## 解説
小麦粉、鶏卵、砂糖、酢などを混ぜて、蒸し器で蒸して作り、表面にゴマを乗せた菓子である。日常のおやつや軽食として、農作業の合間に小腹を満たすために食された。
市販品のほか、各家庭でも作られている。そのため、味や作り方は様々であり、地域や家庭によっては、クルミや茹でた菜の花を細かく切ったもの、すりおろしたニンジンなどを入れることもある。
宮城県仙台第一高等学校では学校行事のたびにがんづきが振る舞われる伝統があるため、「連坊のソウルフード」とも呼ばれている。

## 名称
名称の由来にはいくつか説がある。
- 雁の肉に似ているから[1]。
- 丸い形を月に、乗せられたゴマを満月に向かって飛ぶ雁に見立てて「雁月」とした[2]。

## 種類
茶色系の蒸しパン状の「黒がんづき（黒がん）」と、ういろう状のしっとり、ねっとりとした「白がんづき（白がん）」がある。どちらも小麦粉を主たる材料とする点は同じで、蒸して作るのも同じであるが、以下のような違いがある。
- 黒がんづきは黒糖を使い、白がんづきは上白糖と牛乳を使う[1][2][3][5]。
- 黒がんづきには食用重曹（ベーキングパウダー）を用いる[3][5]。このため蒸しパン状になる[3]。

昭和30年代の宮城県北部では、黒がんづきは家庭で作るが、白がんづきは市販品という分類もあった。これには黒がんづきと比べると白がんづきは倍の蒸し時間がかかるためと考えられている。
また、黒、白以外のがんづきを製造、販売する菓子店もある。